# Dauphin River
Dauphin River är ett vattendrag i Kanada.   Det ligger i provinsen Manitoba, i den sydöstra delen av landet, 1 800 km väster om huvudstaden Ottawa.
I omgivningarna runt Dauphin River växer i huvudsak blandskog. Runt Dauphin River är det glesbefolkat, med 8 invånare per kvadratkilometer.